# Matthäuskirche (Bruck an der Leitha)

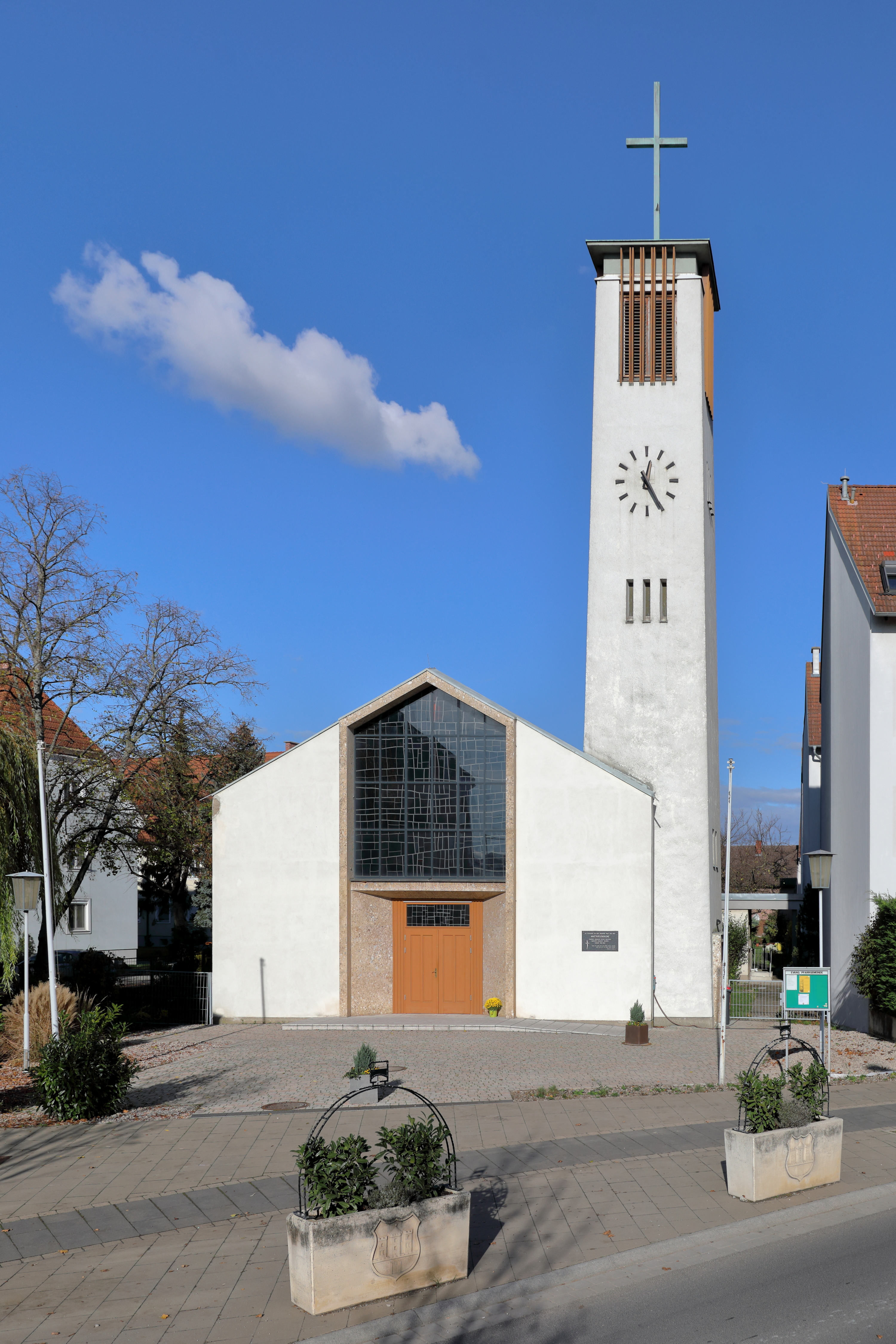
Matthäuskirche Bruck an der Leitha

Die Matthäuskirche ist die evangelische Pfarrkirche der Kirchengemeinde Bruck an der Leitha in Niederösterreich. Sie gehört zur Evangelischen Superintendentur A. B. Niederösterreich. Pottensteiner Straße 

## Geschichte
Die Pfarrkirche wurde 1964 von dem Architekten Rudolf Angelides als einfacher hausartiger Baukörper mit flacher Dachneigung und seitlich angeschobenem Glockenturm erbaut. Das von großen Rechteckfenstern mit stark farbiger Verglasung belichtete Innere stellt einen Kastenraum mit gefalteter, der äußeren Dachneigung entsprechender und von Unterzügen strukturierter Decke dar. Das Hauptmotiv der Fassade bildet das mit dem Portal zusammengezogene, bis zur Gebäudekante reichende Fenster.
2011 erhielt die von Bruck verwaltete Predigtstation Hainburg an der Donau mit der Martin-Luther-Kirche einen eigenen Kirchenbau.